# Deltacoronavirus
Deltacoronavirus (Delta-CoV) este unul dintre cele patru genuri (Alfa-, Beta-, Gamma- și Delta-) de coronavirus. Este în subfamilia Coronavirus din familia Coronaviride. Sunt viruși ARN monocatenar, înveliți, cu sens pozitiv. Deltacoronavirusurile infectează mai ales păsările și unele mamifere.
În timp ce genurile alfa și beta sunt derivate din grupul de gene virale de lilieci, genurile gamma și delta sunt derivate din pool-urile de gene virale aviare și porcine.
Recombinarea pare a fi comună în rândul deltacoronavirusurilor. Recombinarea are loc frecvent în regiunea genomului viral care codifică proteina de legare a receptorului gazdă. Recombinarea între diferite linii virale contribuie la apariția de noi viruși capabili de transmitere între specii și de adaptare la noi gazde animale.